# ماريا فوكوفيتش
ماريا فوكوفيتش (بالمونتينيغرية: Марија Вуковић؛ من مواليد 21 يناير 1992) هي لاعبة ألعاب قوى مونتينيغرية متخصصة في حدث القفز العالي. فازت بأول ميدالية في بطولة ألعاب القوى الأوروبية للجبل الأسود على الإطلاق بميدالية فضية في القفز العالي في ميونيخ 2022.
عندما كانت تبلغ من العمر 17 عامًا، كانت فوكوفيتش هي صاحبة الميدالية الفضية في بطولة أوروبا للناشئين لعام 2009. وبفوزها ببطولة العالم للناشئين لعام 2010، أصبحت أول ميدالية لبلادها على الإطلاق، في مسابقة ألعاب القوى العالمية.